# Reds de Cincinnati (NFL)
Pour les articles homonymes, voir Reds.
Pour l'équipe de baseball, voir Reds de Cincinnati.
Les Reds de Cincinnati (en anglais : Cincinnati Reds) étaient une franchise de football américain ayant évolué dans la National Football League (NFL) basée à Cincinnati dans l'Ohio.

## Historique
Cette franchise, aujourd'hui disparue, fut fondée pour la saison 1933 et fut radiée de la NFL pendant la saison suivante après 8 matchs pour non-paiement des redevances à la ligue. Cette formation fut remplacée pour les trois derniers matchs par une équipe indépendante : les St. Louis Gunners.

### Records de l'équipe
L'équipe détient les records de la NFL pour le plus petit nombre de points en une saison - 37 en 1934 - ainsi que celui du plus petit nombre de touchdowns en une saison avec 3 touchdowns en 1934 également. Ils ont également contribué au record des Eagles de Philadelphie pour le plus grand nombre de touchdowns inscrits en un match (10 en 1933), ont gagné le plus petit nombre de yards en une saison (1 150 yards gagnés en 1933). Au cours de cette même saison 1933, ils ne tentent que 125 passes et n'en réussissent que 25 pour 0 touchdowns à la clé, trois nouveaux records pour l'équipe.
Le 22 octobre 1933, les Reds réalisent 17 coups de pied de dégagement contre les Steelers de Pittsburgh, un record codétenu par les Bears de Chicago.